# Кривичи (племе)
Кривичи (рус. Кривичи; блр. Крывічы) су били једна од раносредњовековних племенских заједница источнословенских племена који су у периоду између VI и X века насељавала подручја уз горње делове токова Западне Двине, Дњепра, Волге и Великаје. Најважнији градски центри Кривича били су градови Смоленск, Полоцк и Изборск. Током IX века цело подручје долази под власт Кијевске Русије, односно у периоду XI—XII века под власт Смоленске и Полоцке кнежевине, те Новгородске републике. 
Термин Кривичи задржао се у савременом летонском језику и њиме се данас означавају Руси као народ (лет. Krievs) и Русија као држава (рус. Krievija). 

## Порекло и етногенеза
Кривичи су били подељени на две велике групе: псковску и полоцко-смоленску.
Држава Псковских Кривича је била Псковска република чији је главни град био Псков, а државе Полоцко-Смоленских Кривича су биле Полоцка кнежевина, чији главни град је био Полоцк и Смоленска кнежевина, чији главни град је био Смоленск.
Према повести минулих лета, (Смоленски) Кривичи потичу од Полочана (Полоцких Кривича), такође је наведено и да Северјани воде порекло од Кривича.